# Верхняя Казарма
Ве́рхняя Каза́рма (баш. Үрге Ҡаҙарма) — деревня в Зилаирском районе Башкортостана. Входит в состав Бердяшского сельсовета. 

## Географическое положение
Расстояние до:
- районного центра (Зилаир): 30 км,
- центра сельсовета (Бердяш): 10 км,
- ближайшей железнодорожной станции (Саракташ): 88 км.

## Население
| 2002 | 2009 | 2010 |
| ---- | ---- | ---- |
| 20   | ↘16  | ↘12  |

### Национальный состав
Согласно переписи 2002 года, преобладающие национальности — русские (45 %), башкиры (35 %).

## Известные уроженцы
- Ириков, Николай Романович (1921—1943) — советский военнослужащий, младший лейтенант, Герой Советского Союза.